# فرودگاه منطقه‌ای مارانا
فرودگاه منطقه‌ای مارانا (به انگلیسی: Marana Regional Airport) یک فرودگاه همگانی بهره‌برداری هوایی با کد یاتا AVW است که یک باند فرود آسفالت دارد و طول باند آن ۱۱۸۷ متر است. این فرودگاه در شهر مارانا، آریزونا کشور ایالات متحده آمریکا قرار دارد و در ارتفاع ۶۱۹ متری از سطح دریا واقع شده‌است.